# 丹羽京子
丹羽 京子（にわ きょうこ、1957年 - ）は、日本のベンガル文学者。専門は近現代ベンガル文学、ベンガル詩、比較文学。文学博士（Ph.D.）。
元東京外国語大学総合国際学研究院教授（言語文化部門・文化研究系）。

## 人物
1983年に東京外国語大学大学院外国語学研究科アジア第二言語専攻（ヒンディー語学）修士課程を修了。コルカタのジャドブプル大学 (Jadavpur University) 比較文学科博士課程で学び、1988年にPh.Dを取得。
東海大学、亜細亜大学、東京外国語大学大学院非常勤講師等を経て、2012年より東京外国語大学総合国際学研究院特任講師、2015年より准教授、2020年より教授。2023年東京外国語大学を定年退職。

## 主な著書
- 『タゴール』（清水書院、Century Books 人と思想） 2011 - タゴールの評伝
- 『ニューエクスプレス ベンガル語』（白水社） 2011

### 共著
- 『CDエクスプレス ベンガル語』（町田和彦共著、白水社） 2004

## 翻訳
- 『ジョルシャゴル』（タラションコル・ボンドパッダエ、大同生命国際文化基金） 1993
- 『ノズルル詩集』（カジ・ノズルル・イスラム、花神社） 1999
- 『ドラウパディー』（モハッシェタ・デビ、臼田雅之共訳、現代企画室） 2003
- 『赤いシャールー』（ショイヨド・ワリウッラー、大同生命国際文化基金） 2004
- 『バングラデシュ詩選集』（編訳、大同生命国際文化基金） 2007 - ニルモレンドゥ・グン, アル・マームド, ショヒド・カドリ, シャムシュル・ラーマンの作品を収録
- 『ベンガル詩選集 もうひとつの夢』（編訳、大同生命国際文化基金） 2013 - ジボナンド・ダーシュ, ブッドデブ・ボシュ, シュバシュ・ムコッパダエ, ションコ・ゴーシュ, ショクティ・チョットパッダエ, ビノエ・モジュムダル, ジョエ・ゴーシャミの作品を収録
- 『新・完訳 日本旅行者』（ラビンドラナート・タゴール、本郷書森） 2016
- 『地獄で温かい バングラデシュ短編選集』（編訳、大同生命国際文化基金） 2019 - アクタルッジャマン・イリアス（英語版）, ハッサン・アジズル・ホク, セリナ・フセインの作品を収録

## 関連文献
- 白水社編集部 編『「その他の外国文学」の翻訳者』白水社、2022年。